# Calolamia bicordifera
Calolamia bicordifera là một loài bọ cánh cứng trong họ Cerambycidae.